# Acetobacter
Acetobacter (Beijerinck, 1898) è un genere di batteri del phylum proteobatteri, classe α. Tutte le specie di Acetobacter possiedono la capacità (propria anche di qualche specie di batteri di altri generi) di trasformare l'etanolo in acido acetico in presenza di ossigeno (fermentazione acetica).
La respirazione è aerobica obbligata.
Inoltre, gli Acetobacter hanno la capacità di fissare l'azoto atmosferico e di ossidare il glucosio direttamente ad acido gluconico.
In natura gli Acetobacter sono molto comuni e si trovano sui prodotti zuccherini (p.es. fiori, frutti), ma anche nelle acque e nel suolo.
Alcune specie (in particolare Acetobacter diazotrophicus) sono simbionti di piante come il caffè e la canna da zucchero.

## Rilevanza economica
Questi batteri sono utilizzati per la fermentazione e la produzione di aceto, partendo da prodotti naturali come cereali, frutta, miele o alcolici (soprattutto vino).
D'altra parte, sono anche temuti, perché possono deteriorare partite di vino o di altri prodotti.
Usi particolari riguardano l'acidificazione di birre speciali, p.es. la birra rossa delle Fiandre, e la produzione di cellulosa microbica (Acetobacter xylinus).
Nelle Filippine l'acetobacter xylinum viene utilizzato per la produzione della nata de coco attraverso la fermentazione dell'acqua di cocco.